# Кубанські карбованці
Грошима періоду незалежності Кубані у 1918-20 рр. залишався російський рубль (карбованець). Державним банком Кубані у Катеринодарі планувалось випустити власні кубанські гроші. Війна з більшовиками і боротьба за владу з денікінцями не дало збутися планам.
Відразу після жовтня 1917 року Держбанк Катеринодара в зв'язку з гострим браком розмінної монети випустив квиток у 50 копійок, а Міське Управління — квитки для трамвая вартістю в 1,2 і 3 копійки, які ходили в місті як гроші.
У 1918 році Кубанським Казначейством були накладені каучукові штемпеля на облігації «3айма свободи», які були в обігу нарівні з грошима.
При краєвому уряді Л. Л. Бича Катеринодарський Держбанк випустив «гарантовані чеки» вартістю в 50, 100, 200, 300, 500 карбованців. О. Браїловській згадує також чеки вартістю в 1, 3, 5, 10, 25, 1000 карбованців, але існування цих номіналів не достовірне. Для уніфікації грошового обігу на Кубані передбачалося випустити єдині грошові знаки — кубанські карбованці. Були виготовлені зразки, а також віддрукована деяка кількість наступних грошових знаків:
- Тимчасові грошові знаки 1918 року — 5 карбованців (18 березня);
- Короткострокові зобов'язання 1918 року — 3, 5, 10, 20, 100 карбованців (строком до 25 березня 1919 р.);
- Зобов'язання 1920 року — 250 карбованців (з 1 березня).